# Porte du Moulin
La porte du Moulin est une porte située à Montreuil-Bellay, en France.

## Localisation
La porte est située dans le département français de Maine-et-Loire, sur la commune de Montreuil-Bellay.

## Historique
L'édifice est inscrit au titre des monuments historiques en 1976.